# Polskie Przedsiębiorstwo Filmowe Popfilm
Polskie Przedsiębiorstwo Filmowe Popfilm – polska wytwórnia filmowa, założona w 1926 roku w Poznaniu. 

## Historia
Pierwszą siedzibą wytwórni był budynek kina Apollo, od którego Popfilm wynajmował część pomieszczeń (w tym sala balowa, zaadaptowana jako atelier). W latach 1927–1932 firma dysponowała własnym budynkiem, w Willi Flora na ulicy Grunwaldzkiej nr 3. Mieściło się tam zarówno atelier, jak i nowoczesne laboratorium. 
Wytwórnia zrealizowała m.in. filmy Uśmiechy życia (1927, reż. Czesław Dembiński), Milionowy spadkobierca (1928, reż. Janusz Warnecki), a także inne obrazy dokumentalne i fabularyzowane, propagujące walory Poznania i Wielkopolski.